# Niki de Saint Phalle

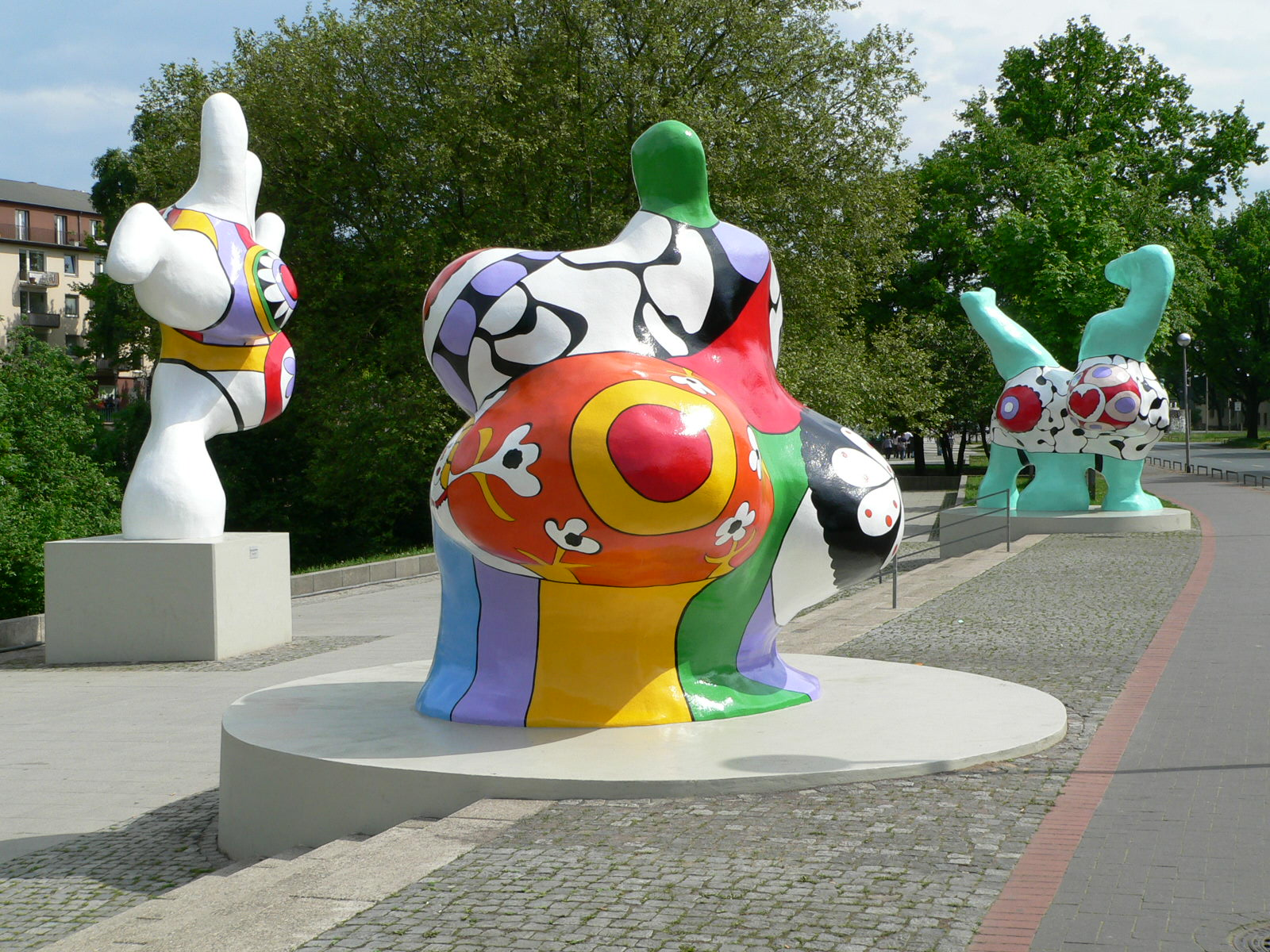
Nany

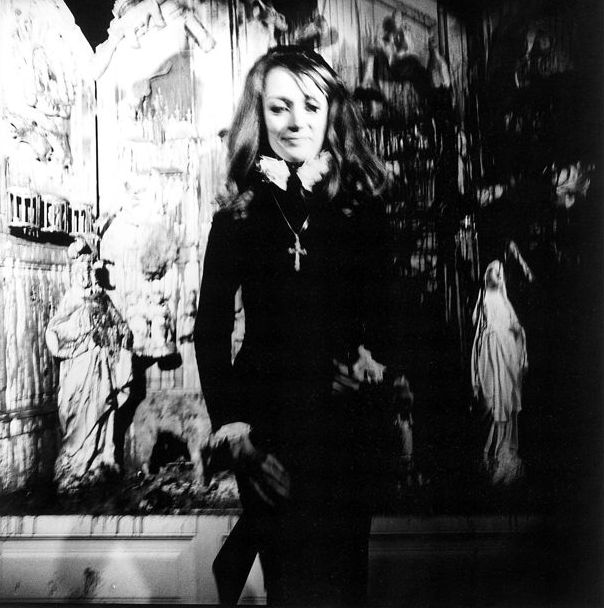
Niki de Saint Phalle (1970), zdj. Lothar Wolleh

Niki de Saint Phalle właśc. Catherine Marie-Agnès Fal de Saint Phalle (ur. 29 października 1930 w Neuilly-sur-Seine, zm. 21 maja 2002 w San Diego) – francuska rzeźbiarka i malarka.

## Życiorys
Będąc nastolatką, pracowała jako modelka. Jej zdjęcia ukazały się m.in. w czasopismach „Life” i „Vogue”. W 1949 poślubiła amerykańskiego pisarza Harry’ego Mathewsa, małżeństwem byli do 1961. Z tego związku urodziło się dwoje dzieci. W latach 50. zrezygnowała z kariery modelki i zaczęła malować. Wpływ na porzucenie dotychczasowego stylu życia miało przeżyte w tym okresie załamanie nerwowe – malarstwo było rodzajem terapii.
Po rozwodzie z Mathewsem związała się ze szwajcarskim rzeźbiarzem Jeanem Tinguelym. Na początku lat 60. zasłynęła jako autorka serii obrazów-tarcz strzelniczych. We wnętrzu białego obrazu de Saint Phalle ukrywała pojemniki z farbą, które po jego przestrzeleniu wypływały i malowały dzieło. W tej samej dekadzie stworzyła swoje pierwsze rzeźby.
Międzynarodową sławę przyniosły jej gigantyczne plenerowe rzeźby i instalacje realizowane wspólnie z Tinguelym. Jako materiału używała poliestru, dzięki czemu jej rzeźby są bardzo kolorowe. W swoich pracach często wykorzystywała motyw kobiecego ciała.
Do najbardziej znanych realizacji artystki należy pokazana w 1966 w Moderna Museet w Sztokholmie olbrzymka – Nana: Hon. En Kathedral (Ona. Katedra), zrealizowana wspólnie z Tinguelym i Per Olofem Ultvedtem. W długim na 28, szerokim na 9 i wysokim na 6 metrów leżącym na plecach ciele Nany, do którego wchodziło się przez pochwę, umieszczono m.in. kino, ławeczkę dla zakochanych, bar coca-colowy, akwarium czy planetarium oraz szereg instalacji i prac realizujących przedsięwzięcie artystów. Przez pępek zwiedzający wychodzili do Niebieskiej werandy – swoistego hołdu dla Yves’a Kleina.
Od 1994 mieszkała w San Diego, gdzie zmarła 21 maja 2002 z powodu niewydolności płuc.

## Niektóre dzieła artystki
- Fontanna Strawinskiego przed Centrum Pompidou w Paryżu[8]
- Nany na placu w Hanowerze[5]
- Ogród Tarota w Toskanii[5][8]
- Sun God(inne języki) na terenie uniwersytetu w San Diego
- Trzy Gracje
- fontanna Lifesaver w Duisburgu (z Jeanem Tinguleym)[9]